# Arctornis byssina
Arctornis byssina är en fjärilsart som beskrevs av Lambertus Johannes Toxopeus 1948. Arctornis byssina ingår i släktet Arctornis och familjen tofsspinnare. Inga underarter finns listade i Catalogue of Life.